# Orgeln von St-Sernin de Toulouse
Die beiden Orgeln von St-Sernin de Toulouse wurden 1889 von Aristide Cavaillé-Coll (Hauptorgel) und 1876/1932 von Puget (Chororgel) erbaut. Die Hauptorgel mit 54 Registern auf drei Manualen und Pedal befindet sich auf der Westempore und zählt als reifes Spätwerk Cavaillé-Colls zu den bekanntesten Orgeln der Welt. Charles-Marie Widor widmete ihr seine 10. Orgelsinfonie, die Symphonie romane.

## Hauptorgel

### Geschichte
Eine erste Orgel, deren Gehäuse noch heute die Hauptorgel enthält, baute Delaunay bereits im 17. Jahrhundert. 1845 baute die Firma Daublaine-Callinet unter Beteiligung von Charles Spackman Barker die Orgel komplett neu. Das alte Gehäuse, bisher nur für ein achtfüßiges Werk ausgelegt, wurde bei dieser Gelegenheit erweitert, um der neuen Orgel mit 47 Registern auf drei Manualen ausreichend Platz zu bieten. Als Aristide Cavaillé-Coll 1888 die Orgel umbaute, übernahm er einen beträchtlichen Teil des Pfeifenwerks; die alte Barkermaschine der Grand-Orgue wurde im récit wiederverwandt.
In den 1950er Jahren fanden kleinere Veränderungen durch Maurice Puget statt, die die Orgel dem damaligen neoklassischen Klangideal anpassen sollten:
- Im positif ersetzte er die Unda maris durch eine Fourniture III.
- Die Clarinette des récit wurde in ein Cromorne umgearbeitet und ersetzte damit das Basson-Hautbois im positif. Den freien Platz im récit nahm eine Tierce ein.
- Ferner erhielt der récit als Mixtur eine Cymbale und einen Nazard.
- Das Carillon des positif teilte er in zwei Register auf: eine Sesquialtera II und ein Piccolo.
- Das Cornet der Grand-Orgue erhielt zusätzliche zwei neue Pfeifenreihen, eine zu 11/3′ und eine zu 1′

1996 restaurierten Jean-Loup Boisseau, Bertrand Cattiaux und Patrice Bellet die Orgel mit dem Ziel, den Zustand von 1889 wiederherzustellen.

### Disposition seit 1996
| I Grand-Orgue         |       |
| Montre                | 16′   |
| Bourdon               | 16′   |
| Montre                | 08′   |
| Flûte harmonique      | 08′   |
| Gambe                 | 08′   |
| Bourdon               | 08′   |
| Salicional            | 08′   |
| Prestant              | 04′   |
| Flûte octaviante      | 04′   |
| Quinte                | 2 ⁄3′ |
| Doublette             | 02′   |
| Fourniture V          |       |
| Cymbale IV            |       |
| Cornet V              |       |
| Bombarde              | 16′   |
| Trompette             | 08′   |
| Clairon               | 04′   |
| Clairon-doublette     | 02′   |
| Trompette-en-chamade0 | 08′   |
| Clairon-en-chamade    | 04′   |

| II Positif       |    |
| Montre           | 8′ |
| Cor de nuit      | 8′ |
| Salicional       | 8′ |
| Unda maris       | 8′ |
| Prestant         | 4′ |
| Flûte douce      | 4′ |
| Carillon III     |    |
| Trompette        | 8′ |
| Basson-Hautbois0 | 8′ |
| Clairon          | 4′ |

| III Récit expressif |     |
| Quintaton           | 16′ |
| Diapason            | 08′ |
| Flûte harmonique    | 08′ |
| Viole de Gambe      | 08′ |
| Voix céleste        | 08′ |
| Flûte octaviante    | 04′ |
| Octavin             | 02′ |
| Cornet V            | 08′ |
| Bombarde            | 16′ |
| Trompette           | 08′ |
| Basson-Hautbois     | 08′ |
| Clarinette          | 08′ |
| Voix humaine        | 08′ |
| Clairon harmonique0 | 04′ |

| Pédale           |     |
| Principalbasse   | 32′ |
| Contrebasse      | 16′ |
| Soubasse         | 16′ |
| Grosse Flûte     | 08′ |
| Violoncelle      | 08′ |
| Flûte            | 04′ |
| Contre Bombarde0 | 32′ |
| Bombarde         | 16′ |
| Trompette        | 08′ |
| Clairon          | 04′ |

### Technische Daten
- 54 Register,  3.458 Pfeifen.
- Gehäuse/Prospekt:
  - Material: Holz
  - Höhe: 10,30 m (ohne Statuen)
  - Breite: 8,70 m
  - Tiefe: 4,10 m
- Stimmung:
  - Höhe a1= 435 Hz bei 15 °C

## Chororgel

### Geschichte
Die Chororgel erbaute von 1874 bis 1876 Théodore Puget, Maurice Puget überarbeitete sie 1932.

### Disposition
| I Grand-Orgue C–g3 |     |
| Bourdon            | 16′ |
| Montre             | 08′ |
| Keraulophone       | 08′ |
| Flûte à pavillon0  | 08′ |
| Prestant           | 04′ |
| Plein-Jeu          |     |
| Trompette          | 08′ |

| II Récit expressif C–g3 |    |
| Bourdon harmonique0     | 8′ |
| Viole de gambe          | 8′ |
| Vois céleste            | 8′ |
| Flûte octaviante        | 4′ |
| Basson Haubois          | 8′ |

| Pédale                         |     |
| Contrebasse                    | 16′ |
| (aus GO Bourdon 16′ und Flûte) |     |

- Koppeln: Tirasse GO, Tirasse R, R/GO.
- Spielhilfen: Anches GO.
- Trémolo.

## Organisten
- 1889–1912: Omer Guiraud
- 1912–1928: Georges Guiraud
- 1928–1943: François Vidal
- 1943–1996: Louis Fonvieille
- Seit 1996: Michel Bouvard (* 1958 in Lyon)

## Aufnahmen/Tonträger
Nach der Restaurierung 1996
- Vierne: Messe solennelle – Widor. Symphonie Romane 1996, Tempéraments TEM 316008, CD, (Michel Bouvard, Joël Suhubiette und Les Éléments).